# Lukas Hammerstein
Lukas Hammerstein (* 4. Mai 1958 in Freiburg im Breisgau) ist ein deutscher Journalist und Schriftsteller.

## Werdegang
Hammerstein studierte Jura und schloss 1988 mit dem Zweiten Staatsexamen ab. Anschließend arbeitete er in einer Anwaltskanzlei als Gutachter. Von 1988 bis 1994 lebte er in Wien, wo er mit dem Radio in Berührung kam.
Seit 1993 gehört er der Politikredaktion des Bayerischen Rundfunks an und moderierte über 20 Jahre samstäglich die Magazinsendung Jazz & Politik (17:05–17:55), die Ende März 2024 im Rahmen der Programmreform des Bayerischen Rundfunks eingestellt und durch das neue Format Bayern 2 Der politische Podcast an selber Stelle ersetzt wurde, obwohl er „...gerne weitergemacht hätte...“ wie er in seiner letzten Sendung Jazz & Politik: Non Pasaran vom 30. März 2024 sagte. Damit wurde das „wohl beste politische Feuilleton, das es im Freistaat ... in den letzten rund 20 Jahren zu hören gab abgesetzt“.
Hammerstein schrieb Erzählungen, Gedichte, Essays und Radio-Features. 2003 nahm er am Ingeborg-Bachmann-Wettbewerb in Klagenfurt teil, allerdings ohne in die engere Auswahl zu kommen. Seit 2017 ist er Mitglied im PEN-Zentrum Deutschland. 2022 wurde sein Schauspiel „Natur: Eine grüne Komödie“ am Landestheater Schwaben aufgeführt.

## Auszeichnungen
1987 erhielt er einen Förderpreis des Freistaates Bayern sowie 1990 ein Jahresstipendium des Landes Baden-Württemberg.

## Werke
- Immer alles Wirksamkeit ohne Ausnahme gleichermaßen, München 1986.
- Eine Art Gelassenheit, Stuttgart 1988.
- Eins: eins, Klett-Cotta, Stuttgart 1990, ISBN 3-608-95743-X.
- Im freien Fall, Stuttgart 1992.
- Manifest für ein Manifest (vom Mond). Wo bleibt die kategorische Ablehnung des Bestehenden, Süddeutsche Zeitung, 17. September 1998.
- Die 120 Tage von Berlin, Frankfurt am Main 2003.
- Video, Frankfurt am Main 2006.
- Wo wirst du sein, S. Fischer Verlag, Frankfurt am Main 2010, ISBN 978-3-10-029704-4.
- Die Guten und das Böse. Ein Deutschland-Essay, Matthes & Seitz, Berlin 2015, ISBN 978-3-88-221401-7.